# Таварес Франко, Луис Карлос
Лу́ис Ка́рлос Тава́рес Фра́нко (порт.-браз. Luiz Carlos Tavares Franco; 16 марта 1955, Рио-де-Жанейро — 12 февраля 2019, Сан-Луис, штат Мараньян), более известный как Ка́йо (порт. Caio) — бразильский футболист и футбольный тренер. Выступал на позиции нападающего.

## Биография
Луис Карлос Франко родился в Рио-де-Жанейро и является воспитанником «Мадурейры» — небольшого клуба из Рио, в основном составе которого он начал играть в 1975 году. В 1977 году играл за «Пайсанду» из Белена, но вскоре перешёл в «Мото Клуб», которому принадлежал до 1979 года. В этот период на правах аренды также играл за «Ботафого», но без особого успеха.
С 1979 по 1982 год выступал за «Португезу», где стал одним из ведущих игроков и привлёк внимание ведущих бразильских клубов. В 1983 году перешёл в «Гремио», за который выступал два сезона. С «мушкетёрами» в первый же год стал обладателем Кубка Либертадорес. Кайо выходил в стартовом составе обоих финальных матчей турнира, и оба раза вместо него на замену выходил Сезар Оливейра. На «Сентенарио» команды сыграли 1:1. В ответной встрече на «Олимпико Монументал» Кайо открыл счёт на 10-й минуте. Во втором тайме на 70-й минуте Фернандо Морена сравнял счёт, но через шесть минут победный гол забил Сезар, вновь вышедший на замену Кайо.
11 декабря того же года «Гремио» стал обладателем Межконтинентального кубка, обыграв в матче на Национальном стадионе в Токио западногерманский «Гамбург» со счётом 2:1 — благодаря дублю Ренато Гаушо. Кайо вышел на замену Пауло Сезару во втором тайме.
Во второй половине 1980-х годов выступал за команды «Туна Лузо» и «Мото Клуб». С последним в 1989 году выиграл чемпионат штата Мараньян, причём часть сезона Кайо провёл в качестве играющего тренера. Нападающий не выступал в 1990 году, но в 1991 году провёл свой последний сезон на профессиональном уровне, во второй раз завоевав титул чемпиона штата Мараньян с «Сампайо Корреа».
После окончания игровой карьеры некоторое время работал тренером, среди команд, с которыми работал Кайо, были «Мараньян» и «Императрис». В последние годы испытывал проблемы со здоровьем. Из-за тромбоза в середине 2010-х врачи были вынуждены ампутировать бывшему футболисту обе ноги по колено. В 2018 году Кайо присутствовал на «Арене Гремио» на юбилейных торжествах в честь 35-летия побед в Кубке Либертадорес и Межконтинентальном кубке. Кайо умер в Сан-Луисе 12 февраля 2019 года.

## Титулы
- Чемпион штата Мараньян (2): 1989, 1991
- Обладатель Кубка Либертадорес (1): 1983
- Обладатель Межконтинентального кубка (1): 1983